# Aeroportul Upington
Aeroportul Upington (IATA: UTN, ICAO: FAUP) este un aeroport din Provincia Northern Cape, Africa de Sud ce deservește zona Q19623320⁠(d). Aeroportul a fost tranzitat în decembrie 2022 de 3.572 de pasageri.
Situat la o altitudine de 847 m, aeroportul dispune de o singură pistă. Este operat de Airports Company South Africa⁠(d).